# Tramezzo affrescato

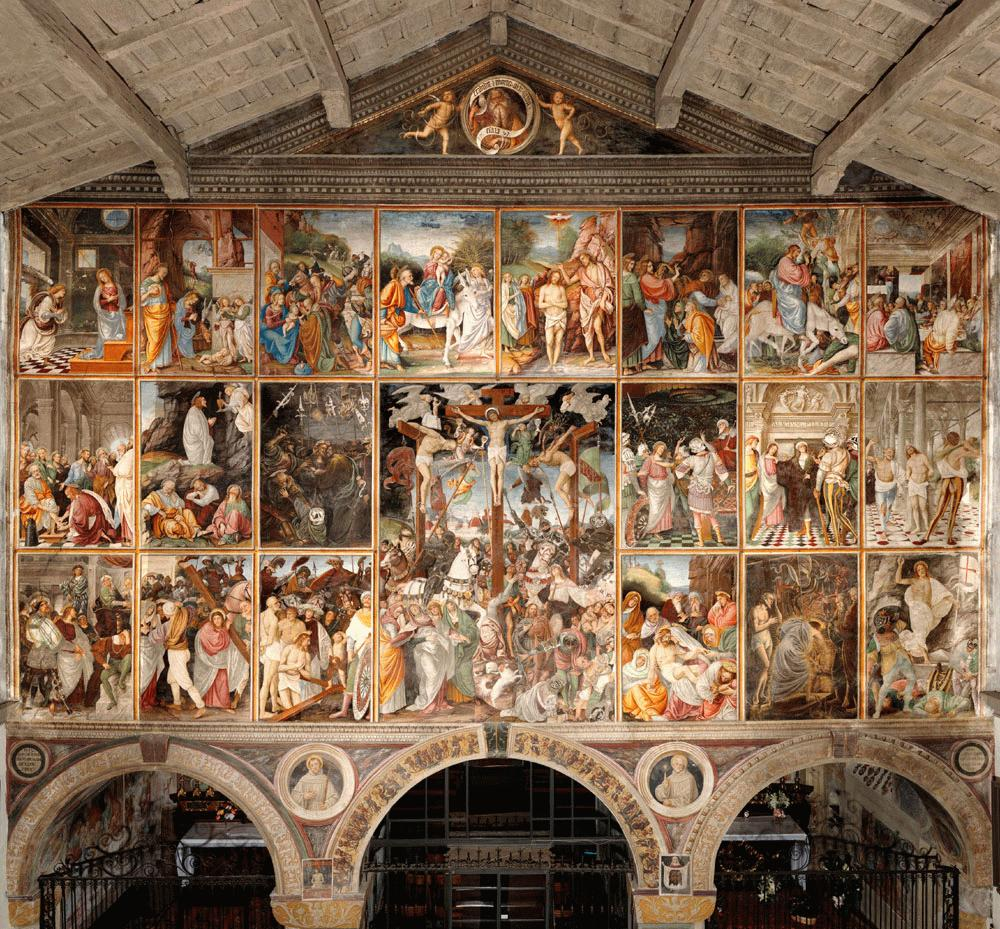
Il tramezzo di Santa Maria delle Grazie a Varallo, affreschi di Gaudenzio Ferrari

In architettura ecclesiastica il termine tramezzo viene impiegato per designare la parete che divide la chiesa aperta al pubblico da quella riservata ai soli religiosi.
I tramezzi affrescati con le scene della Vita e della Passione di Cristo rappresentano un fenomeno culturale ed artistico tipico della devozione e della spiritualità francescana tra il XV ed i primi decenni del XVI secolo tra Piemonte e Lombardia (compreso il Canton Ticino che allora era parte del ducato di Milano).

## Storia
Un censimento di queste pareti dipinte - delle poche sopravvissute e delle altre di cui si hanno comunque testimonianze storiche - indica che esse appartengono tutte a chiese fondate dai Frati Minori Osservanti, annesse ad attigui conventi. Non si hanno però notizie, neppure tra le chiese francescane di analoghe pareti al di fuori dell'ideale quadrilatero i cui vertici sono Bellinzona a nord, Piancogno in Val Camonica ad est, Maleo (Lodi) a sud ed Ivrea ad ovest .
Le chiese conventuali che ospitano una parete affrescata che funge da struttura che separa la chiesa dei frati da quella dei fedeli, hanno caratteristiche architettoniche comuni. Si presentano all'esterno in modo assai semplice, con tetto a capanna che lascia indovinare la navata unica. Il tramezzo è retto da tre arcate, con quelle laterali che fungono da cappelle: al di là di esso, la chiesa riservata ai religiosi è composta da due vani quadrati di modeste dimensioni, coperti da volte a crociera. 

Tale struttura prende il nome di modulo bernardiniano dal momento che la leggenda vuole che essa fosse stata ideata dallo stesso San Bernardino. Tale leggenda si spiega verosimilmente per il fatto che la prima chiesa che adottò tale struttura fu Sant'Angelo a Milano (demolita nel XVI secolo) e che in tale chiesa ebbe a predicare il popolarissimo santo francescano.
La presenza di una parete divisoria può apparire incongrua perché impedisce ai fedeli di vedere i sacerdoti che celebrano la messa; occorre tuttavia tener conto che i fedeli accorrevano nelle chiese francescane non tanto per assistere alla celebrazione eucaristica, ma per ascoltare le predicazioni dei frati osservanti.
L'idea di affrescare i tramezzi non si affermò se non nell'ultimo quarto del XV secolo. La religiosità francescana rifuggiva da costose decorazioni degli edifici sacri. La sobrietà era la cifra imposta che San Bernardino (che rifiutò per tre volte la nomina a vescovo) all'ordine degli Osservanti. Si deve inoltre tener conto di quali fossero i costi da sostenere per realizzare un'impresa pittorica tanto importante con artisti di grande valore. 

Non si conosce con esattezza quale sia stato (ed in quale circostanze) il primo tramezzo ad essere affrescato. Lo storico dell'arte Alessandro Nova ipotizza che la prima grande parete dipinta con le storie narrate dai Vangeli sia stata quella (non più esistente) della chiesa di San Giacomo a Pavia. L'impresa fu realizzata negli anni 1475-76 grazie alle generose donazioni di una ricca vedova ad opera degli artisti più rinomati attivi in area milanese, quali Vincenzo Foppa, Bonifacio Bembo ed altri: le scene affrescate erano venti, più la Crocifissione con una dimensione quattro volte superiore alle altre. Erano passati più di trent'anni dalla morte di San Bernardino e le sue prescrizioni sulla sobrietà dei luoghi di culto si erano verosimilmente attenuate ma soprattutto era passata l'idea che la rappresentazione pittorica delle scene della vita di Cristo servisse a rendere più vivide ed efficaci le prediche e le esortazioni all'imitatio Christi. 
L'ipotesi che il primo tramezzo affrescato sia stato quello di Pavia ad opera di Foppa e compagni, colloca nella sua scia, a pochi anni di distanza, gli affreschi realizzati da Martino Spanzotti nella chiesa di San Bernardino ad Ivrea (nei quali è palese il debito artistico verso Vincenzo Foppa). 
Più tardi vennero affrescati i tramezzi di quasi tutti gli insediamenti degli Osservanti presenti in Lombardia e nei territori confinanti.
L'interesse per i tramezzi affrescati e per la loro funzione pastorale andò poi rapidamente scemando nel tempo, almeno a partire dagli anni del Concilio di Trento (1545-63); fa eccezione quello Chiesa dell'Incoronata a Martinengo dipinto nei primi decenni del XVII secolo. La maggior parte dei tramezzi andò distrutta nei secoli successivi. 
Il ruolo che essi ebbero nello stimolare la pittura rinascimentale tra Piemonte e Lombardia è comunque ampiamente testimoniato dalla qualità artistica di quelli sopravvissuti.

## I tramezzi "sopravvissuti"
Tra i tramezzi affrescati che ancora si possono ammirare, vanno menzionati:
- Chiesa dell'Annunciata  a Piancogno (Val Camonica), affreschi attribuiti a Giovanni Pietro da Cemmo, realizzati nel 1479
- San Bernardino ad Ivrea, affreschi di Martino Spanzotti, realizzati (in due fasi) tra il 1485 ed il 1490 circa
- Santa Maria delle Grazie a Varallo, affreschi di Gaudenzio Ferrari, realizzati nel 1513
- Santa Maria delle Grazie a Bellinzona, affreschi attribuiti a Stefano Scotto ed alla sua bottega, realizzati verosimilmente tra il 1510 ed il 1515
- Santa Maria degli Angioli a Lugano, affreschi realizzati da Bernardino Luini nel 1529
- Chiesa di Santa Maria degli Angeli (o S. Antonio Abate, ora annessa a Villa Amalia), Erba, affreschi realizzati da un seguace di Bernardino Luini (sul modello di quelli di Lugano)
- San Bernardino a Caravaggio (affreschi realizzati da Fermo Stella, allievo di Gaudenzio Ferrari, nel 1531
- Chiesa dell'Incoronata a Martinengo (Bergamo), affreschi realizzati da Pietro Baschenis (1590-1630)

## Galleria d'immagini

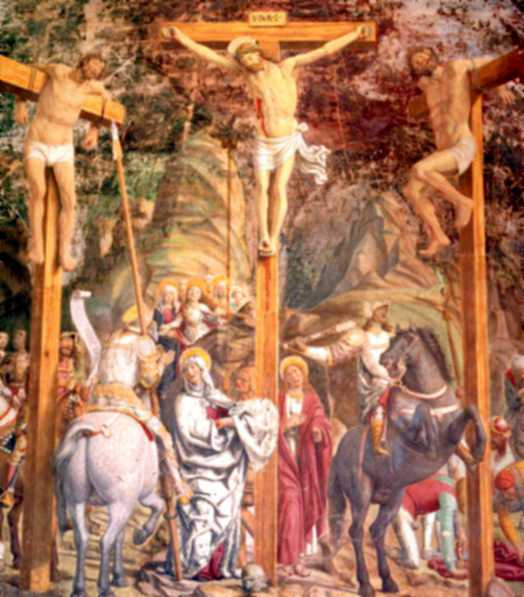
Chiesa di San Bernardino a Ivrea
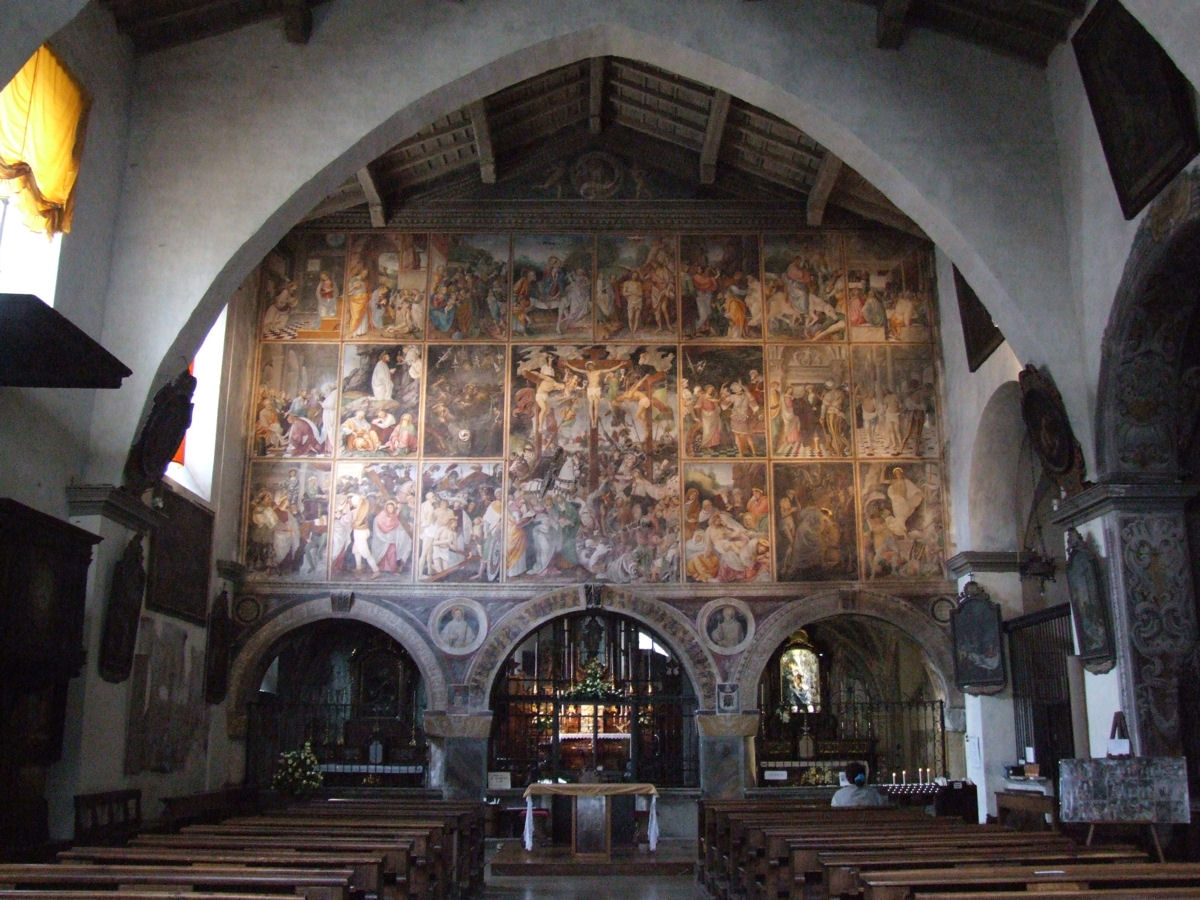
Chiesa di Santa Maria delle Grazie a Varallo
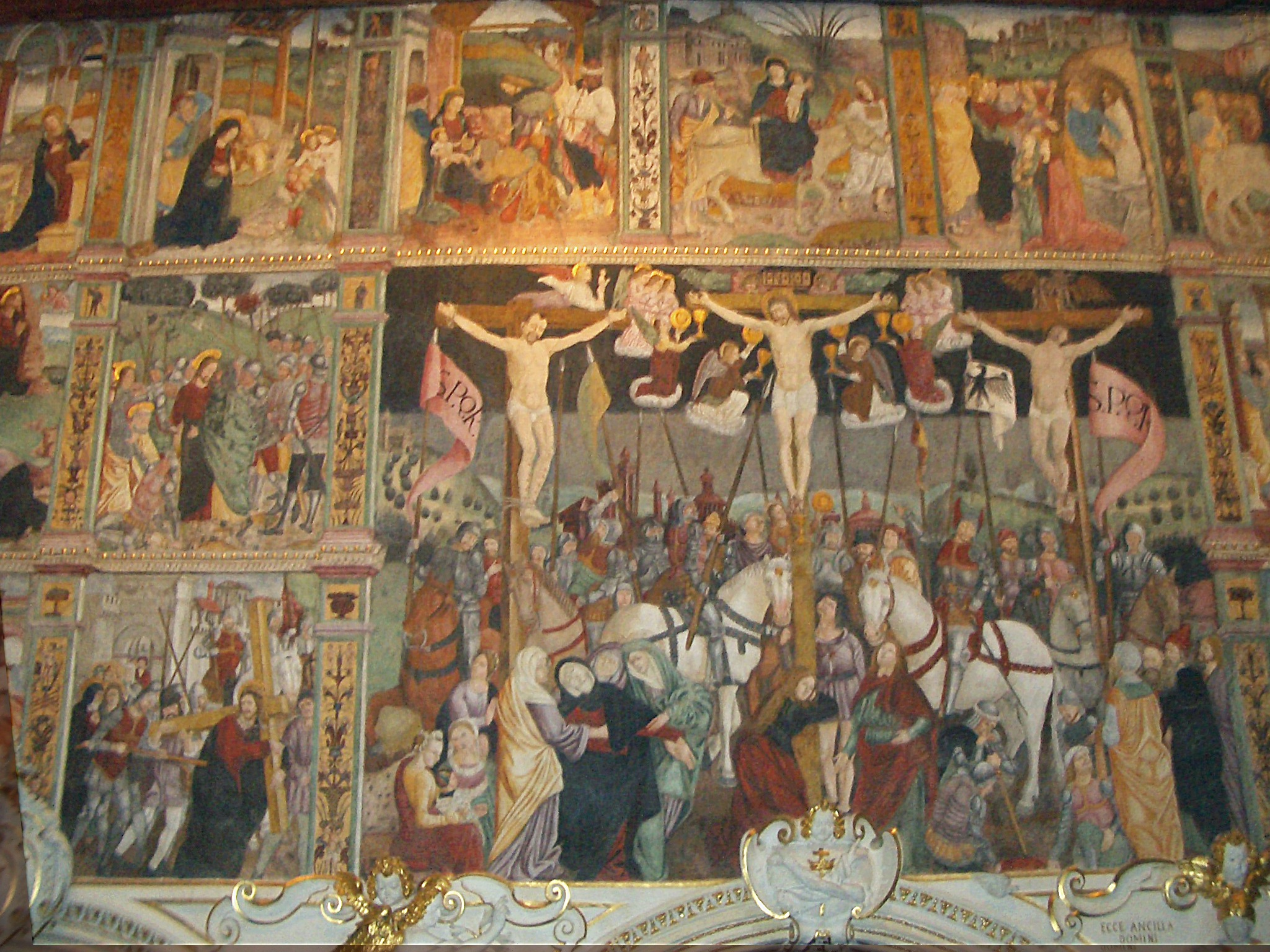
Chiesa di Santa Maria delle Grazie a Bellinzona
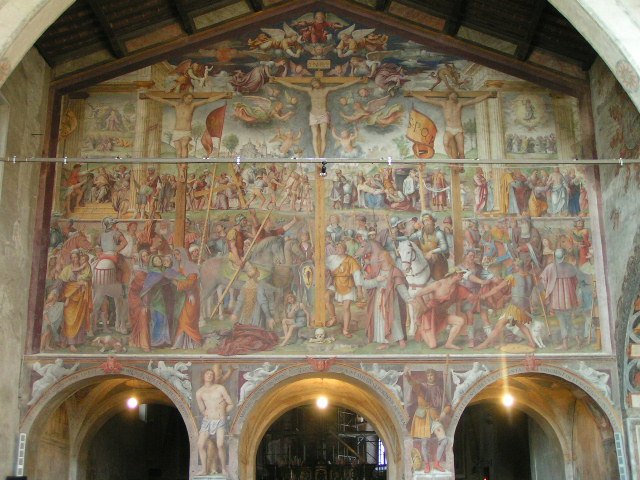
Chiesa di Santa Maria degli Angioli a Lugano
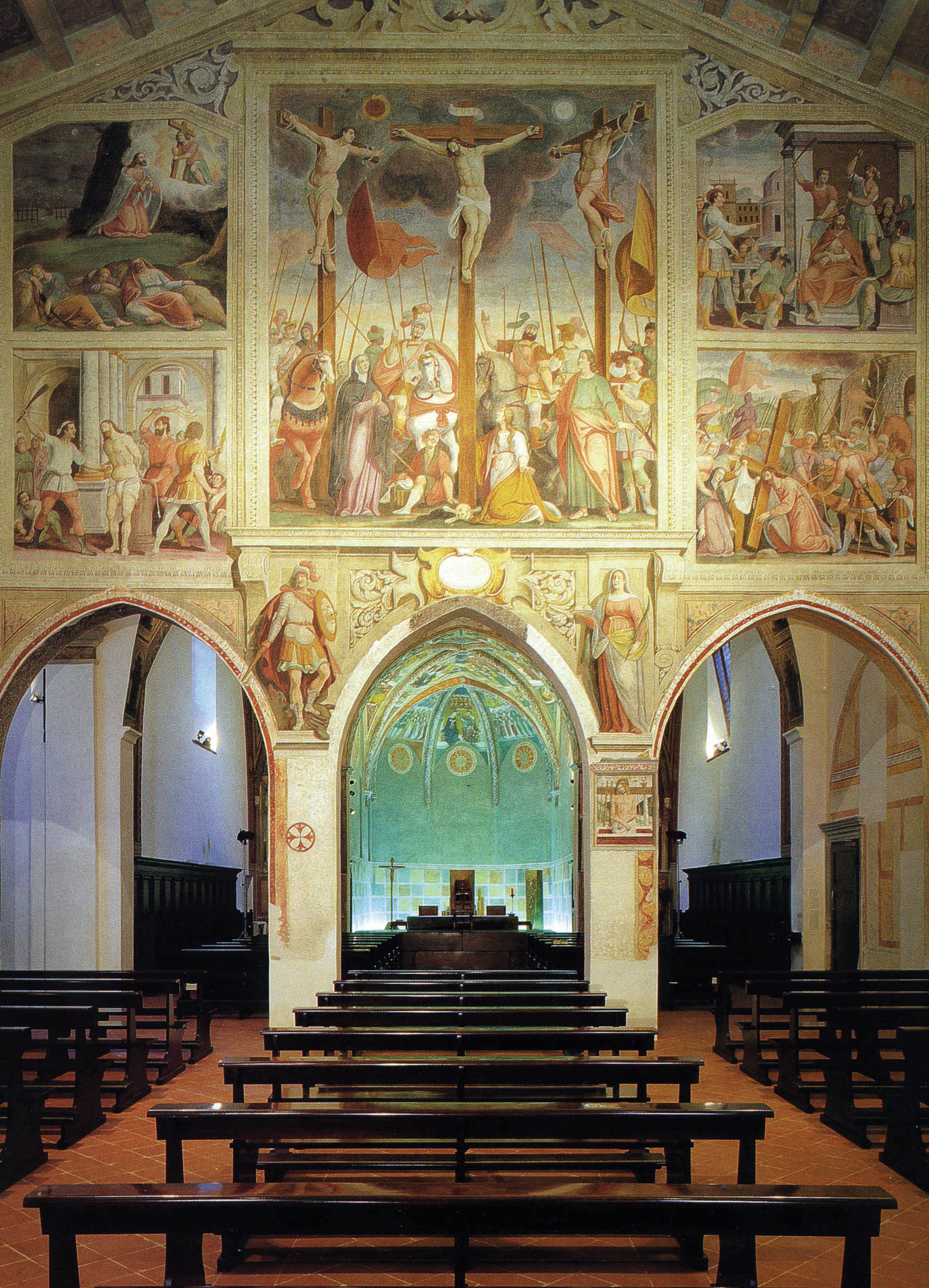
Chiesa dell'Incoronata a Martinengo